# AN-11
Bomba AN-11 a fost prima bombă nucleară, dezvoltată pentru a înarma armata franceză.
Începerea dezvoltării acesteia a început la sfârșitul anilor 1950. O versiune mai anterioară a fost folosită în primul test nuclear al Franței pe 13 februarie 1930. Primul prototip al bombei AN-11 a fost testat pe 1 mai 1962 și a intrat în uz în 1964.
Bomba AN-11 a fost o armă pură de fisiune, cu implozie de plutoniu. Cântărește aproximativ  1500 kg. A fost o bombă de cădere liberă creată cu intenția de a fi aruncată de la o altitudine mare dintr-un bombardier.
Randamentul bombei a fost de aproximativ 60Kt. Au fost produse aproximativ 40 de bombe AN-11 între 1963 și 1968, însă începând cu anul 1967 a fost înlocuit cu Bomba AN-22, mult mai avansată.